# Цінність смутку. Як втрати, любов і туга роблять нас сильнішими
«Цінність смутку. Як втрати, любов і туга роблять нас сильнішими» (англ. Bittersweet: How Sorrow and Longing Make Us Whole) — публіцистична книжка 2022 року, яку написала американська письменниця Сьюзен Кейн.
Книжка «Цінність смутку» основана на передумові, що «світло і темрява, народження і смерть — гірке і солодке — назавжди поєднані». Кейн заохочує читача прийняти почуття смутку та туги як джерело натхнення для переживання піднесених емоцій — таких як краса, диво та трансцендентність — щоб урівноважити «нормативне сонячне світло» тиску суспільства постійно бути позитивним. Книжка повідомляє, що чутливість до гірко-солодкого почуття в житті покращує наш спосіб створення, керівництва, виховання дітей, любові та досягнення глибшого життя, що збагачує. 

## Передісторія
Кейн описує свій перший момент ясності через поняття туги, яка в неї була під час перехідного моменту у житті, після того, як вона залишила нью-йоркську юридичну фірму, припинила одні довготривалі стосунки та була поглинена одержимими стосунками з автором пісень/музикантом. Друг запропонував пояснення, що те, за чим насправді тужить Кейн, — це те, що представляв автор текстів/музикант, і Кейн миттєво зрозуміла, що те, за чим вона тужить, — це життя письменниці. 
Роками раніше жартівливе запитання однокурсниці з юридичного факультету про те, чому Кейн слухає «похоронну музику», спонукало її думати упродовж 25 років, розмірковуючи над тим, чому сумна музика її надихає або вона навіть відчуває щось ближче до радості. Називаючи себе «меланхоліком за натурою», вона сказала, що мінорна музика з часом стала поштовхом для початку написання книжки «Цінність смутку». Вихід третього виступу Кейн на TED (липень 2019 року) «Прихована сила сумних пісень і дощових днів» відбувся з нагоди публікації книжки «Цінність смутку» у квітні 2022 року. У рецензії Washington Post описано, як «спираючись на музику Леонарда Коена, психологічні дослідження і власну спадщину як нащадка жертв Голокосту, Кейн розповідає про те, як жити разом із болем... (М)истецтво страждання стає центральним прикладом книжки, щоб показати, як біль відкриває шлях до краси».

## Зміст і концепції
— Сьюзен Кейн, 7 квітня, 2022
Оскільки книжку «Цінність смутку» було опубліковано через десять років після першої книжки авторки «Сила інтровертів. Тихі люди...», коментатор Vanity Fair написав, що «Цінність смутку» «відходить від франшизи «Сили інтровертів», яка відстоювала недооцінених інтровертів, на користь підтримки... недооцінених почуттів». Кейн зазначила, що незабаром після того, як почала писати «Цінність смутку», вона «зрозуміла, що, як і в «Силі інтровертів», «Цінність смутку» також про спосіб буття у світі, який, якщо правильно зрозуміти, є своєрідною суперсилою, але звична культура цього не визнає».
Книжку описують як «частково мемуари та частково погляд на нейронауку, психологію, духовність, релігію, епігенетику, музику, поезію та мистецтво». Її також описують як «поєднання психології, історичних довідок та інтерв’ю, спрямованих на те, щоб розглянути, як здорова доза меланхолії... може вплинути на наш досвід зв’язку, горя та смертності». Книжка містить приклади краси, яка виникає з прийняття меланхолії, а також дає поради щодо переживання втрат, використання болю як джерела натхнення для лідерства та осмислення неминучості смерті. 
Книжка «Цінність смутку» основана на передумові, що «світло і темрява, народження і смерть — гірке і солодке — назавжди поєднані». Кейн визначає гіркоту як «схильність до станів туги, щемливості та смутку; гостре усвідомлення часу, що минає; і дивовижно пронизливу радість від краси світу». «Цінність смутку» стверджує, що сучасне суспільство різко ігнорує силу гіркоти, яка заохочує творчість і самореалізацію, що заважає людям і компаніям досягати своїх цілей . Рецензент Toronto Star описав книжку як таку, що подає почуття з «темного боку» як провідні орієнтири, «дозволяючи болю стати вашою суперсилою», як «заклик проти американської монократії оптимізму» та як перепочинок від «тиранії позитивного мислення». 

### Переваги
— Сьюзен Кейн, серпень 2022
Кейн перераховує три головні переваги прийняття гірко-солодкого почуття: творчість, зв’язок і трансцендентність. Вона цитує дослідження, які вказують на те, що люди, налаштовані на крихкість життя, і люди, які перебувають у перехідних життєвих станах (розлучення, наближення до смерті), як правило, знаходять сенс свого життя, мають більше почуття вдячності, більше зосереджені на глибших стосунках і менш схильні відчувати злість і дратівливість. 

#### Творчість
Кейн цитує різні дослідження, які вказують на те, що великий відсоток надзвичайно креативних людей залишився сиротами в дитинстві, а також на те, що творчі люди, батьки яких доживають до старості, непропорційно схильні до горя; що люди, які працюють у сфері мистецтва, набагато частіше за інших страждають на розлади настрою; що негативні емоції митців передбачають їхній творчий результат; і що смуток є головним негативним почуттям, яке спонукає до творчості. Вона також цитує дослідження, які показують, що сумний настрій, як правило, загострює нашу увагу, робить нас більш зосередженими та орієнтованими на деталі, покращує нашу пам’ять і виправляє наші когнітивні упередження. 
Визнаючи, що багато творчих людей є сангвініками (щасливими) за своєю природою, Кейн припускає, що «річ не у тому, що біль дорівнює мистецтву. Річ у тому, що творчість має силу дивитися болю в очі та вирішувати перетворити його на щось краще». Посилаючись на історію життя Леонарда Коена, Кейн написала, що «прагнення перетворити біль на красу є одним із чудових каталізаторів художнього вираження». 

#### Зв'язок
Кейн пише, що «смуток, який породжує співчуття, є просоціальною емоцією» і що наш інстинкт почуватися погано, коли ми бачимо, що комусь погано, і хотіти щось з цим зробити — «є такою ж частиною людства, як і наша потреба дихати».. Розподіл нашого особистого прагнення є одним із наших «найглибших джерел спілкування» з іншими, і якщо ми не визнаємо власного болю, ми можемо завдати його іншим через жорстоке поводження, домінування чи нехтування. Описуючи Маю Енджелоу, Кейн описує «поранених цілителів» як «людей, чия здатність до радості та зв’язку зміцнюється їхньою здатністю переживати меланхолію чи смуток». 

#### Трансцендентність
Називаючи себе «глибоко агностичною», Кейн каже, що існували як релігійні, так і світські вираження трансцендентності, що витікає з прагнення до більш досконалого та красивого світу. Визначаючи трансцендентність як «момент, коли ти зникаєш і відчуваєш зв’язок з усім», «Цінність смутку» розповідає, що Кейн відчуває щось схоже на цей стан, коли слухає меланхолійну музику. Вона радить, щоб наші власні прагнення відкривали нам шлях, яким ми повинні йти, «вказуючи вам у напрямку священного (і) дивовижного». 

### Фізіологічні та епігенетичні основи
Дослідження Кейн показують, що блукаючий нерв — відповідальний за травлення, дихання та серцевий ритм — також пов’язаний зі співчуттям, нашим інстинктом захищати наших дітей і бажанням відчути задоволення. Кейн каже, що цей нерв також є місцем самого «континууму печалі-радості-виживання», який робить нас людьми, і що ми «глибоко еволюційно готові» реагувати на сум один одного. 
«Цінність смутку» також обговорює трансгенераційну травму, яку Кейн називає «успадкованим горем». Кейн описує цю нову область наукових досліджень біомаркерів, якими володіють, наприклад, нащадки тих, хто пережив Голокост, які дозволяють їм відчувати співчуття та любов до предків, яких вони ніколи не зустрічали, або загалом до людей, які сильно реагують на втрати, яких вони самі не зазнали. 

### Тиск культури
Кейн зазначила, що історично, а особливо в XIX столітті, цикли підйому й спаду призводили не лише до шанування успішних бізнесменів, але й до приписування невдач не зовнішнім обставинам, а недолікам характеру. Кейн документує це сприйняте падіння характеру, яке відображається в еволюції визначення терміну «невдаха».  Результатом є культура з «мандатом позитивності» — імперативом діяти «незмінно життєрадісно і позитивно,... як переможець». 
Сучасна культура засуджує хворобливі емоції як марні та ганебні й такі, що їх потрібно придушувати, а не як джерело натхнення для творчості та трансформаційного потенціалу, як стверджує Кейн. Особливо щодо молодих людей ідея «досконалості без зусиль» змушує приховувати почуття смутку чи недосконалості, які є нормальною частиною людського досвіду, і соромитися їх, замість того, щоб використовувати болісний досвід як можливість вчитися. Кейн виступає проти невблаганної одержимості суспільства «нормативним сонячним світлом», кажучи, що у нас є культура, яка «боїться смутку та туги, а отже, не може черпати їхню силу». 
На робочому місці Кейн бачить певний прогрес у визнанні цінності співчутливого керівництва та дозволу працівникам ділитися своїми проблемами та висловлювати занепокоєння, а не пригнічувати їх. Вона посилається на дослідження, яке вказує на те, що босів, які виявляють гнів, сприймають як таких, що мають «посадову владу», яка створює статус і вплив, тоді як меланхолійних босів сприймають як такі, що мають «особисту владу», яка надихає на лояльність і може підвищити продуктивність. Кейн наводить приклади, які вказують на те, що обмін проблемами з колегами створює сприятливе середовище, підвищує продуктивність, зменшує плинність кадрів і підвищує безпеку на робочому місці. 

### Історичні передумови та нещодавнє хибне тлумачення
— Делія Кей, Ярмарок марнославства
Стародавнє вірування вважало, що людське тіло містить чотири «гумори», що відповідають відповідним темпераментам, а саме меланхолік (сумний), сангвінік (щасливий), холерик (агресивний) і флегматик (спокійний). Кейн каже, що Аристотель дивувався, чому великі поети, філософи, художники та політики часто мали меланхолійні особистості — особистості, що відповідають концепції гірко-солодкого почуття Кейн. Кейн також розповіла, що філософ Марсіліо Фічіно припустив, що римський бог Сатурн, пов’язаний з меланхолією, «вимагає для себе замкнутого та божественного життя»; художник Альбрехт Дюрер знаменито зобразив меланхолію у вигляді пригніченого ангела, оточеного символами творчості, знання та прагнення; і поет Шарль Бодлер «ледве міг уявити собі тип краси», в якій не було б меланхолії. 
Однак нещодавно Зиґмунд Фройд відкинув меланхолію як нарцисизм і згодом її стали розглядати як патологію, а основна психологія розглядає її як синонім клінічної депресії. Подібним чином Кейн сказала, що Абрагам Маслоу непропорційно наголошував на нормі бути бадьорим і щасливим, а людський смуток і прагнення до чогось більшого вважав переважно патологічними, сприяючи «токсичному позитиву» в нашій культурі. Таким чином, Кейн вважає, що гірко-солодке почуття «драматично не помічають», оскільки воно «сповнене людського потенціалу».

### Як це почуття відрізняється від депресії
Кейн каже, що її робота — це «ясний погляд на те, що таке життя» — обов’язково гірке й солодке — і що ми відчуваємо найглибші стани любові, щастя, побожності та творчості саме тому, що життя недосконале, а не всупереч цьому факту. Вона рішуче розрізняє депресію — «надзвичайно болючу... свого роду емоційну чорну діру» — від гірко-солодкого почуття, яке є «нормальною частиною людського досвіду та однією з (його) найбільш генеративних частин». Кажуть, що меланхолія дозволяє «відчути зв’язок з екстазом всесвіту», але депресія є джерелом відчаю. Хоча ці два стани «ведуть вас в абсолютно різні місця призначення», Кейн вважає, що меланхолія та депресія самі по собі, швидше за все, відрізняються за ступенем, ніж за типом. Дослідження Кейн для книжки «Цінність смутку» виявили, що ця відмінність була присутня в історії психології протягом тисячоліть, але була втрачена в наш час.

### Гірко-солодкий погляд
Кейн сказала, що найфундаментальнішим аспектом людського буття є прагнення жити в більш досконалому та прекрасному світі, і що смуток, туга та печаль роблять радість, любов, співчуття та духовний зв’язок ще більш значущими. Кейн пояснює, що гірко-солодке почуття — це не миттєве відчуття, а радше «тиха сила, спосіб існування, складна традиція», яка «переповнена людським потенціалом». Вона радить, що гірко-солодкий стан душі можна культивувати, регулярно виконуючи невеликі вчинки краси та коротко виконуючи «виразне написання» про свої проблеми. 

## Прийняття
На Book Marks від шести критиків: три «позитивних», два «змішаних» і один «різко розкритикований».
У рецензії Washington Post зазначено, що книжка містить «зачатки кількох потенційно красивих книжок у різних розділах», але в її «суміші мемуарів, поп психології, музичної критики та самодопомоги є не дисциплінарна міждисциплінарність». Подібним чином у рецензії Harvard Crimson критикували книжку за таку кількість «аналітичних шляхів», що вона не є «особливо зосередженою». Проте в огляді Crimson йдеться, що ці аналітичні шляхи «варті обговорення», а в огляді Sydney Morning Herald йдеться, що «Кейн є експерткою у поєднанні різних ідей у зрозумілому та задовільному стилі». Рецензент Crimson також писав, що презентація Кейн була «похвальною», оскільки вона зробила «чудову роботу, допомагаючи навіть найбільш беземоційним читачам пов’язати ідеї меланхолії з контекстом їхнього власного життя». У рецензії Canberra Times сказано, що книжка охоплює «гарно створені — і добре досліджені — уривки про творчість, смуток і тугу, смертність і горе та особисте спокуту», назвавши її «гостроцікавою книжкою, яка глибоко співчутливо розглядає зв’язки в людському стані».. 
Критик New York Times зазначив, що оскільки Кейн написала, що вона «не перевіряла факти, які люди розповідали мені про себе, а включила лише ті, які я вважала правдивими», було важко зрозуміти, наскільки серйозно сприймати цю книжку як науковий документ чи репортаж. Вважаючи передумову книжки та більшість анекдотів і доказів «очевидними» та критикуючи надмірну залежність Кейн від анекдотів привілейованих людей, критик написав, що найкращі частини книжки викривають «тиранію позитиву — цю особливу американську одержимість висвітленням щастя понад смуток». 
Рецензент Toronto Star написав, що «Кейн написала чудову, співчутливу, товариську книгу. Це дивна книжка. Але все одно чудова». Рецензент відчув «внутрішню нелогічність» — «відмовитися від того, що все гаразд, щоб бути ще більше гаразд». 
Огляд в The Guardian назвав книжку «сентиментальною  маніфестацією» і «доброю, оптимістичною та надзвичайно серйозною книжкою, без жодної плями гумору на горизонті».. У рецензії зазначалося, що  «Цінність смутку» є «ненав'язливим гібридом жанрів», який насправді є «мотиваційною книгою», народженою з прагнення Кейн до «добрішого, глибшого, більш згуртованого та креативного світу». Водночас критикувалося те, що книга не розглядає відмінності між політичними групами, культурами, класами та релігіями, а також змішує глибоке з сентиментальним.
Сама Кейн сказала, що, попри те, що «Сила інтровертів» та «Цінність смутку» «дуже різні» книжки, читачі кожної книжки повідомили, що почуваються так, що авторка їх зрозуміла і оцінила. 

### Відзнаки та визнання
- Business Insider вніс «Цінність смутку» до 20 найбільш очікуваних нон-фікшн книг 2022 року[32].
- The New York Times відзначила «Цінність смутку» як бестселер №1 у категоріях «Публіцистична література у твердій обкладинці» та «Комбінована публіцистична література для друкованих та електронних книг» (як зазначено 14 квітня 2022 року)[33].
- The Calgary Herald, посилаючись на The Vancouver Sun, за тиждень, починаючи з 9 квітня 2022 р., назвав «Цінність смутку» №8 серед найбільш продаваних новинок у світі[34].
- «Цінність смутку» була №8 найпродаванішою аудіокнигою на Audible.com за тиждень, що закінчився 8 квітня 2022 року[35].
- Внесено до списку «Найкраще за рік (на той час) 2022» на сайті Audible.com, червень 2022 р[36].
- Внесено до списку «Найкращі наукові книги 2022 року — наразі» на Amazon.com, червень 2022 р[37].
- Внесено до «12 найкращих книжок із самодопомоги на теми, які є найбільш важливими» в The Wall Street Journal, листопад 2022 р[38].
- Внесено до списку Audible «13 найкращих прослуховувань 2022 року для здоров’я», листопад 2022 р[39].
- Посіла 10 місце в категорії Goodreads «Найкраща документальна література», грудень 2022 р[40].
- Увійшла до «Улюблених книг 2022 року» від Greater Good Science Center, грудень 2022[41].
- Внесено до KCRW (станція NPR) «Найкраще читання 2022 року Life Examined», грудень 2022[42].
- Внесено до списку «Найкраща документальна література 2022 року» Amazon наприкінці грудня 2022 року[43].
- Внесено до Money Control (Індія) «Yearender 2022 — 5 книг про здоров’я та здоров’я, які потрібно прочитати», 31 грудня 2022 р[44].
- Вибрано для Oprah's Book Club, лютий 2023 р[45].
- Внесено до бестселерів документальної літератури в м’якій обкладинці IndieBound Trade, липень 2023 р[46].
- The New York Times внесла «Цінність смутку» до списку бестселерів як №10 у категорії «Документальна література в м’якій обкладинці» (дата розміщення 6 серпня 2023 р.)[47]

## Сценічна постановка
У постановці «Цінність смутку: п'єса»  мати переживає трагічну втрату своєї дитини, і Будда каже, що він може воскресити її доньку, якщо вона зможе дістати гірчичне зерно з дому, якого не торкнулося горе. Під час своєї подорожі вона зустрічає історичних персонажів, про яких йдеться в книжці, які перетворили своє горе на жертви, що змінюють історію.

## Переклад українською
2024 року у видавництві «Наш Формат» вийшов український перекад книжки. Перекладачка — Анастасія Дудченко.